# Zouc par Zouc
 (mai 2018).
Si vous disposez d'ouvrages ou d'articles de référence ou si vous connaissez des sites web de qualité traitant du thème abordé ici, merci de compléter l'article en donnant les références utiles à sa vérifiabilité et en les liant à la section « Notes et références ».
Zouc par Zouc est un recueil d’entretiens avec Hervé Guibert et Zouc paru en 1978 aux éditions Balland, réédité par Gallimard en 2006.

## Éditions
- Hervé Guibert et Zouc, Zouc par Zouc, coll. « L’Arbalète »,  éd. Balland 1978, re-éd. Gallimard, 2006  (ISBN 978-2-07-078195-9)